# Stånga kyrka
Stånga kyrka är en kyrkobyggnad i Stånga  på Gotland. Den är församlingskyrka i Stånga-Burs församling i Visby stift.

## Kyrkobyggnaden
Kyrkan är uppförd av kalksten och består av långhus, kyrktorn i väster, smalare absidkor i öster samt sakristia på korets nordsida. Den ovanligt rikt utformade långhusportalen på södra sidan är av stort intresse och tillhör Gotlands märkligaste kyrkliga monument. Ett romanskt långhus med kyrktorn ersattes vid 1300-talets mitt av nuvarande långhus och torn, verk av den anonyme stenmästaren "Egypticus" (nedre delen av tornet är dock ursprunglig). Romanska grundmurar påträffades vid arkitekt Sven Brandels restaurering 1929. Absidkor och sakristia från 1200-talet fick kvarstå vid 1300-talets omdaning, men nybyggdes 1864–1865 efter ursprunglig förebild. Kyrkan har vitputsade fasader med markerade hörnkedjor och fönsteromfattningar i kalksten. Långhuset täcks av ett brant sadeltak, liksom det lägre koret. Absiden har ett konformat tak och sakristian pulpettak. 
Det höga tornet, krönt av en kort åttkantig spira, har spetsbågiga, kolonettförsedda ljudgluggar i tre våningar och spetsiga gavelrösten i alla väderstreck. Absidkoret har rundvälvda fönsteröppningar, medan långhusets enda ljusintag utgörs av ett stort spetsbågigt masverksfönster i söder. Korportalen och tornets västportal är rundvälvda i flera språng. Långhusportalen har tillskrivits "Egypticus" verkstad, 1300-talets mitt, liksom de öster om portalen inmurade relieferna, vilka troligen ursprungligen var avsedda för en annan plats. Invändigt täcks långhuset av fyra kryssvalv vilande på en mittkolonn. Tornbågen och den vidare triumfbågen är båda spetsbågiga, och ringkammaren samt koret täcks av varsitt kryssvalv. En rundvälvd tribunbåge leder till den av ett hjälmvalv täckta absiden. Väggar och valv är vitputsade, utom i bågar och omfattningar där kalkstenen lämnats bar. Vid arkitekt Olle Karths restaurering 1962–1963 framtogs ett mindre målningsfragment, troligen från 1400-talet, i ringkammaren.

## Inventarier
- Dopfunten höggs på 1100-talet av Hegvald. Figurerna på cuppan visar Bebådelsen, Kristi födelse, Herodes gästabud, Konungarnas tillbedjan samt en knäböjande man.
- Triumfkrucifixet tillkom omkring 1250 och är snidat i ek av "Hejnumsmästaren".
- Altaruppsatsen är från 1690 och har ett medeltida processionskrucifix.
- Predikstolen är från 1723.

### Orgel
- 1871 tillverkade Åkerman & Lund Orgelbyggeri en orgel med åtta stämmor.
- En ny orgel byggdes 1970 av John Grönvall Orgelbyggeri. Den är mekanisk. Orgelfasaden från 1871 års orgel har bibehållits.

| Huvudverk I   | Svällverk II       | Pedal         | Koppel |
| Borduna 16’   | Rörflöjt 8’        | Subbas 16’    | I/P    |
| Principal 8’  | Salicional 8’      | Borduna 8’    | II/P   |
| Gedackt 8’    | Flöjt oktaviant 4’ | Kvintadena 4' | II/I   |
| Oktava 4’     | Kvinta 2 2⁄3’      |               |        |
| Blockflöjt 2' | Oktava 2'          |               |        |
| Mixtur 3 chor | Ters 1 3⁄5'        |               |        |
| Dulcian 8'    |                    |               |        |

## Galleri

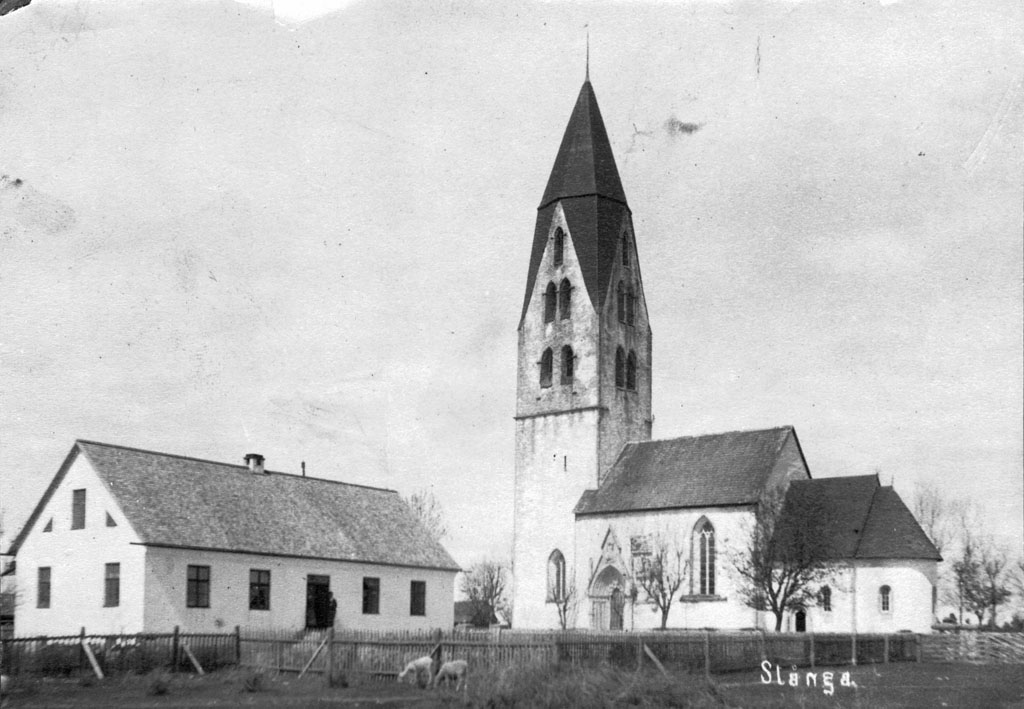
Stånga kyrka, 1900
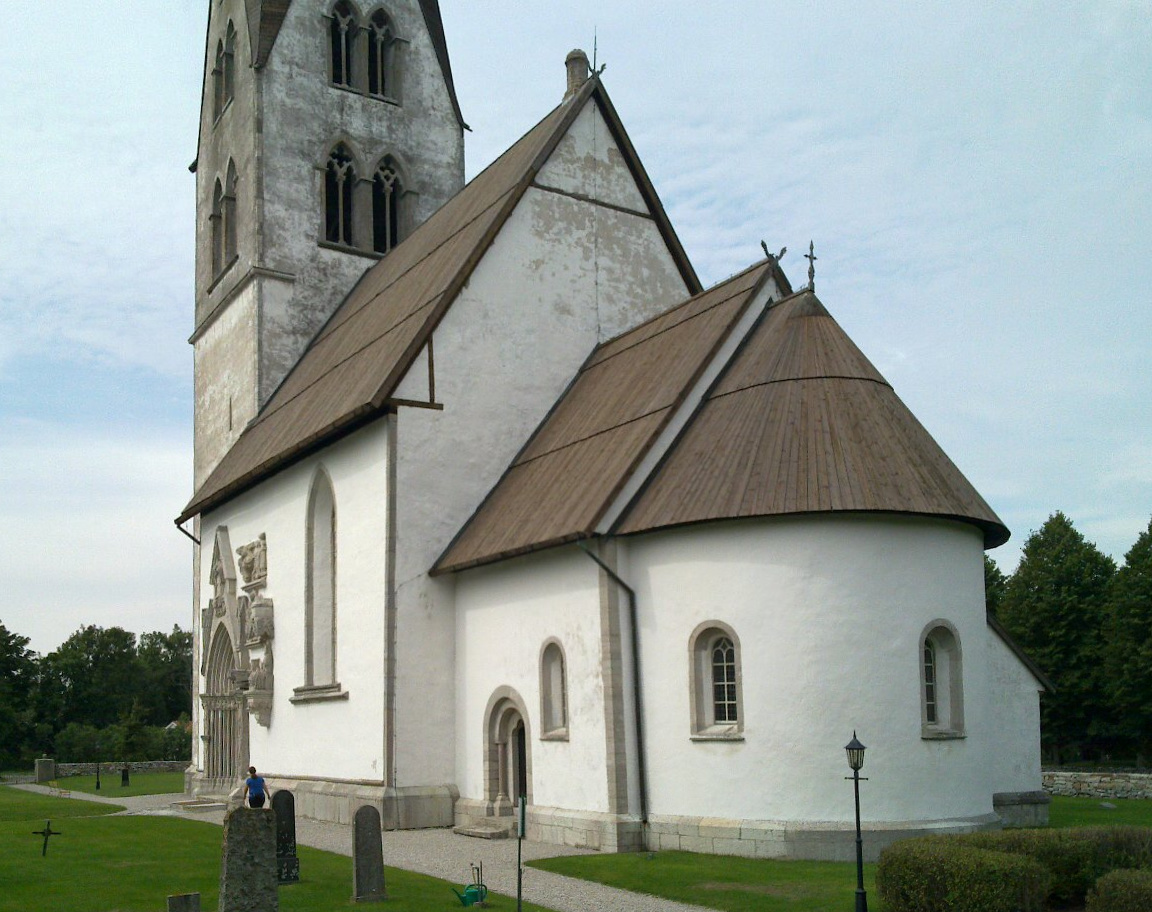
Långhus,kor och absid
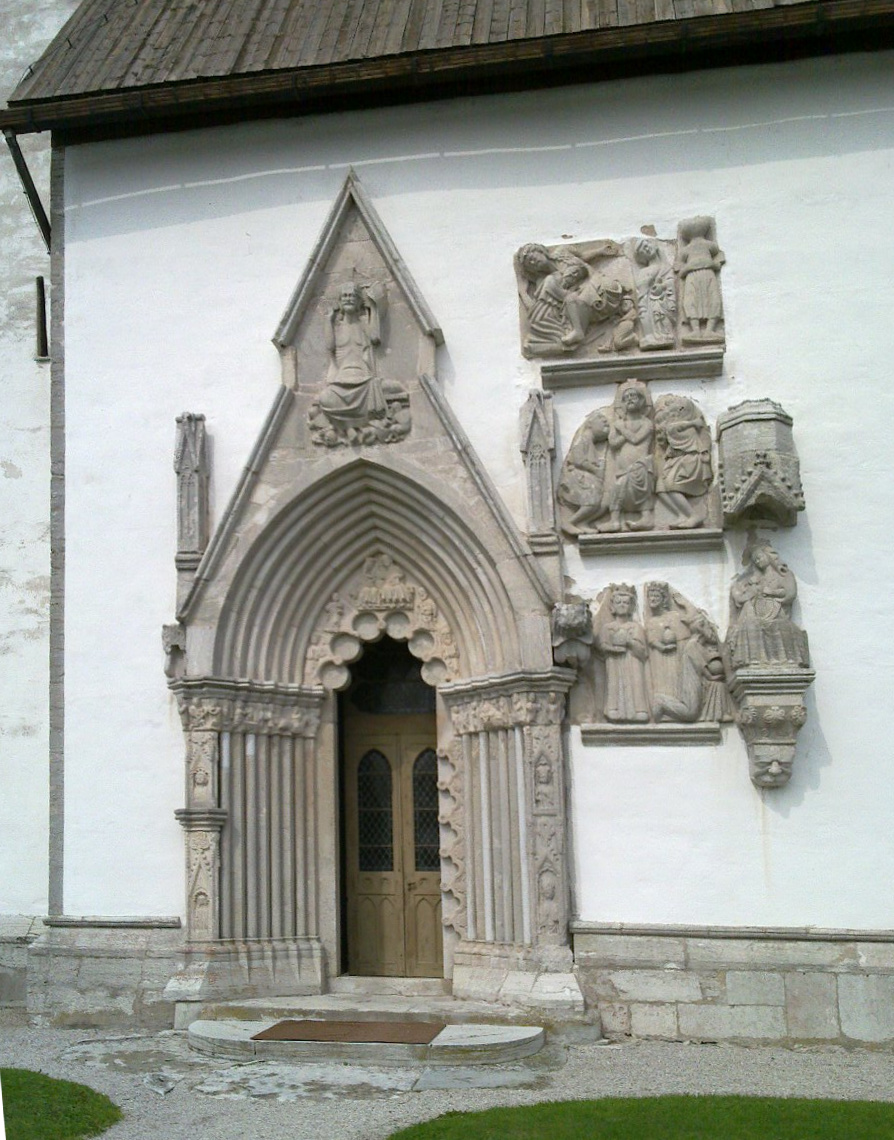
Egypticus portal och skulpturer
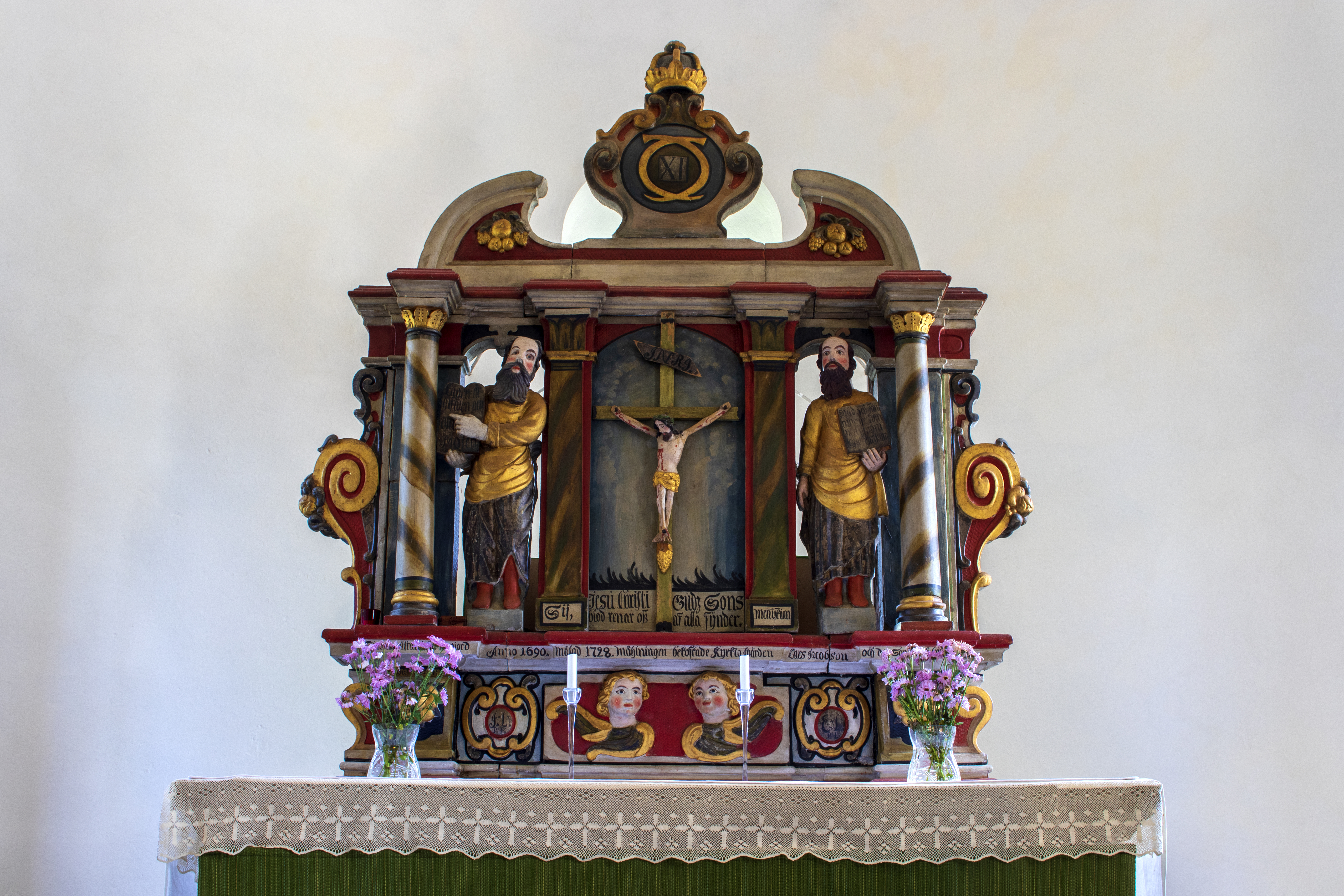
Altaruppsats
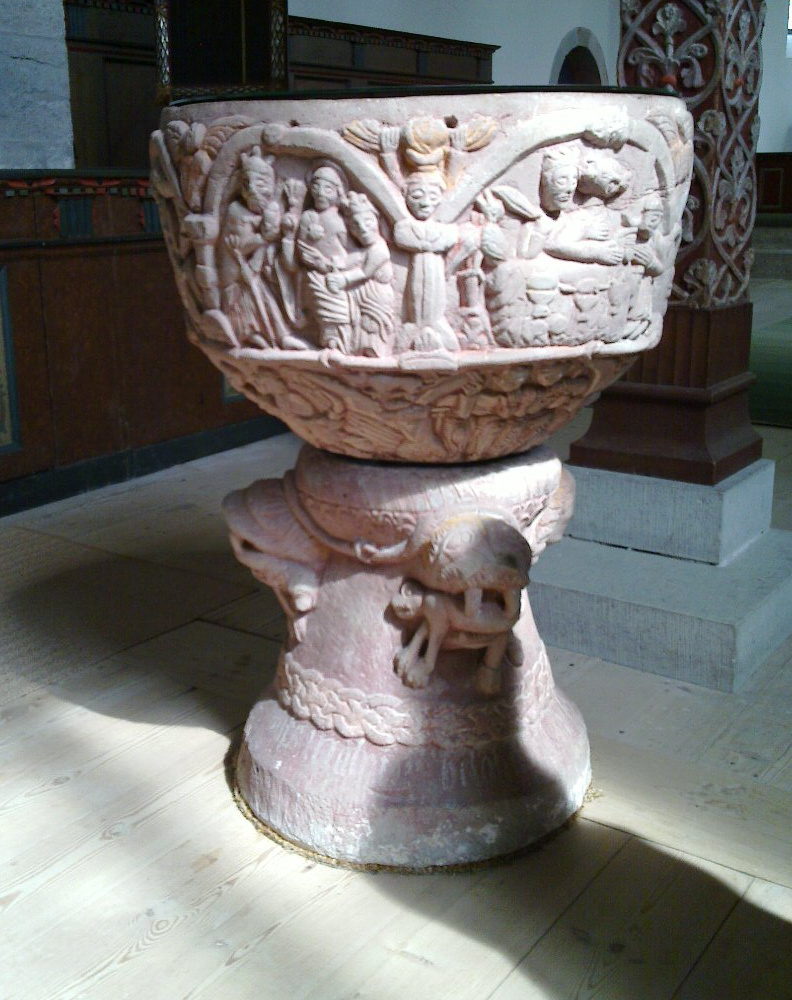
Dopfunt av Hegvald
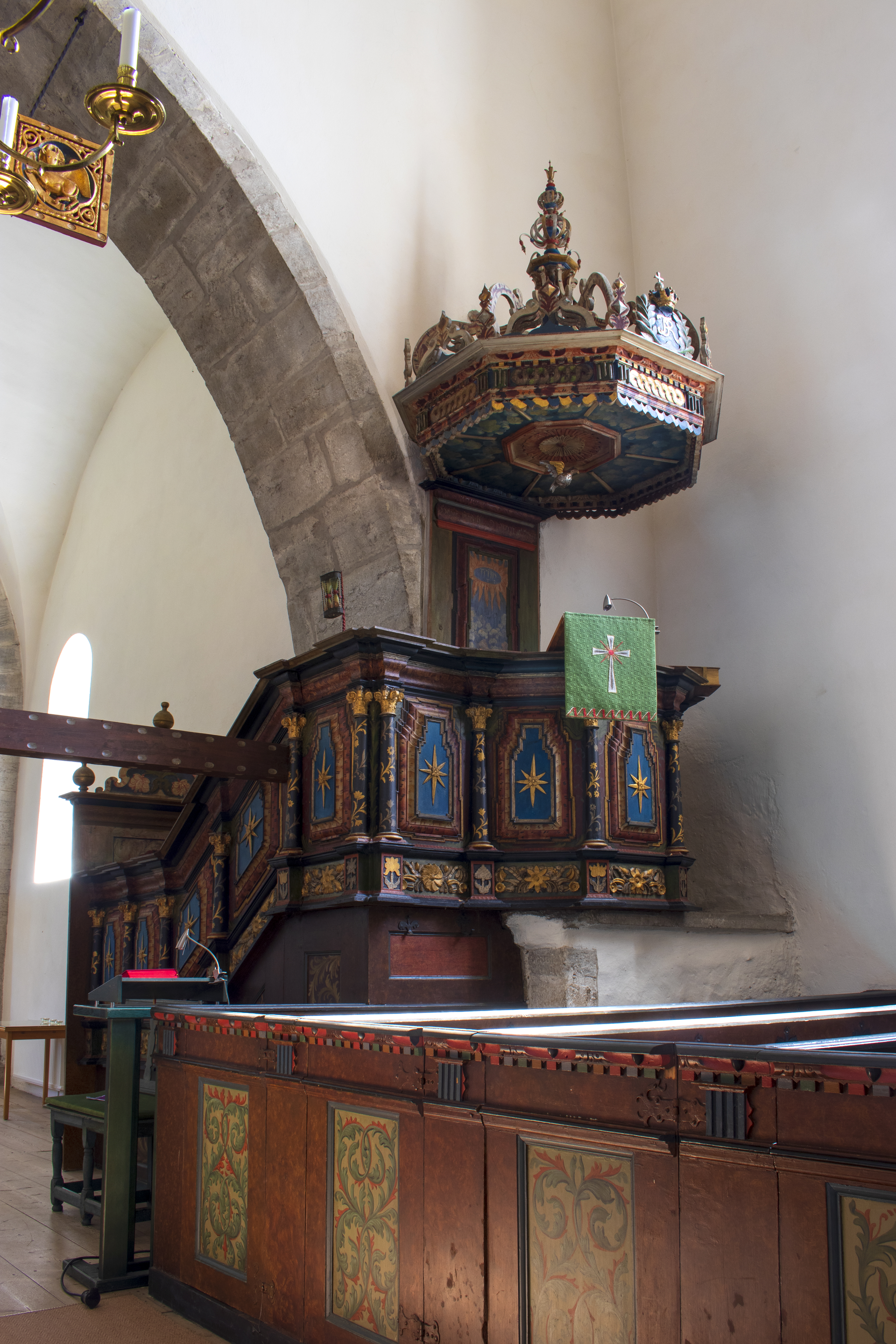
Predikstol 1723
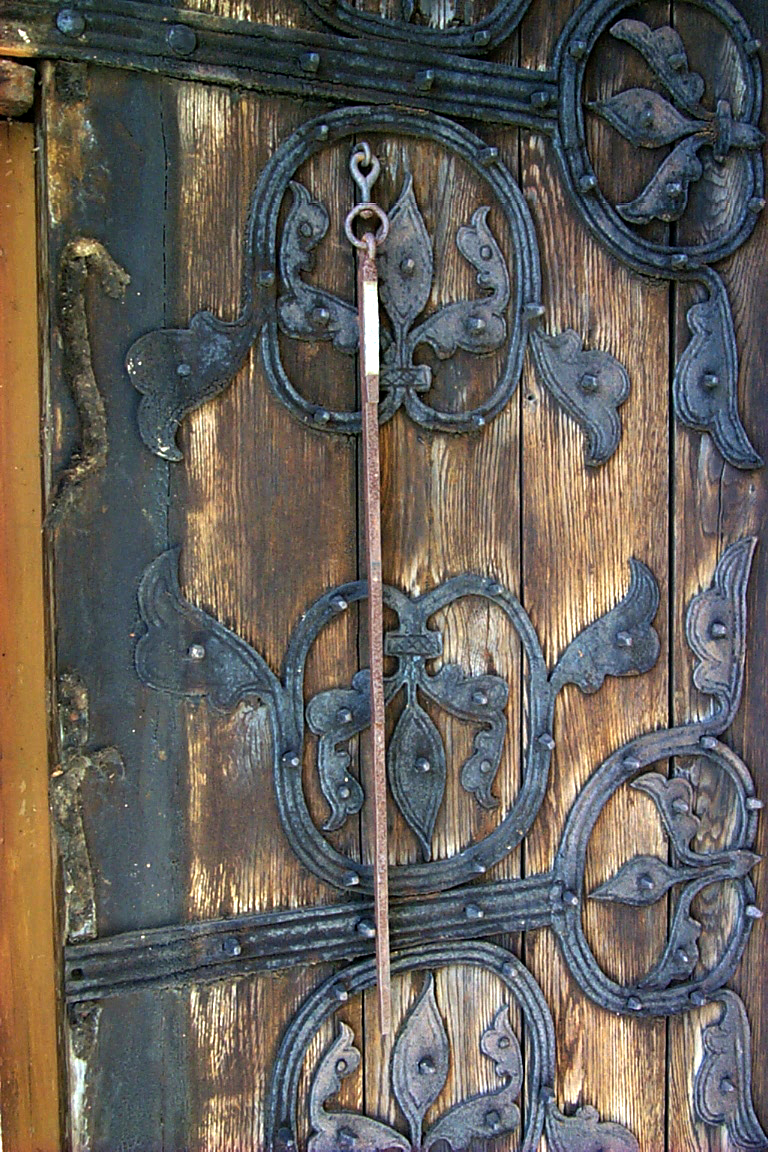
Kyrkdörr med vackra ornament
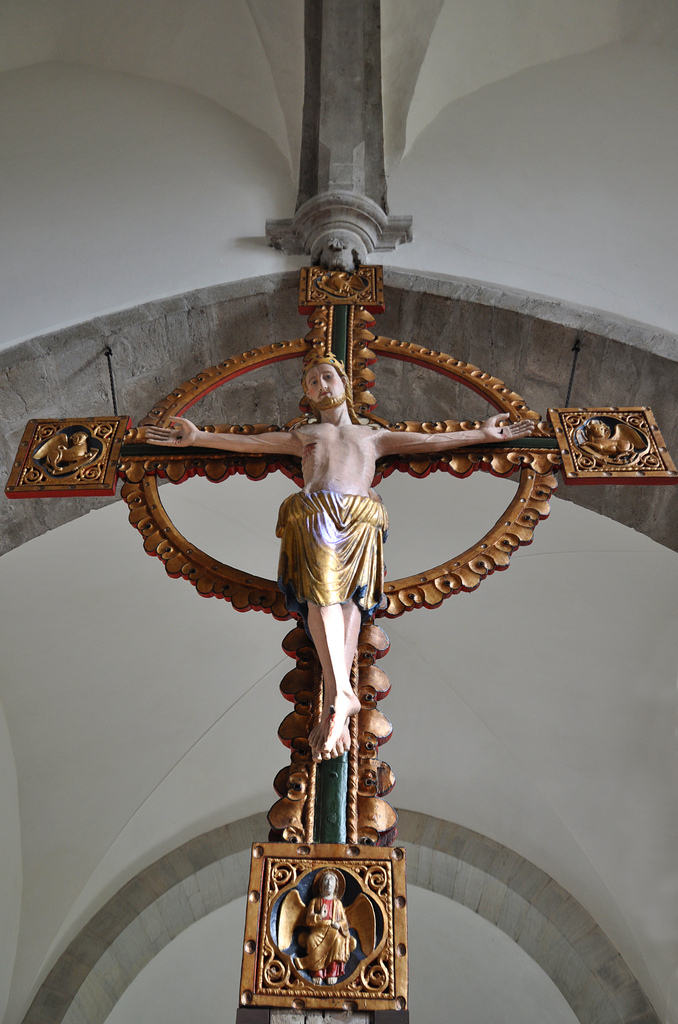
Triumfkrucifixet av Hejnummästaren
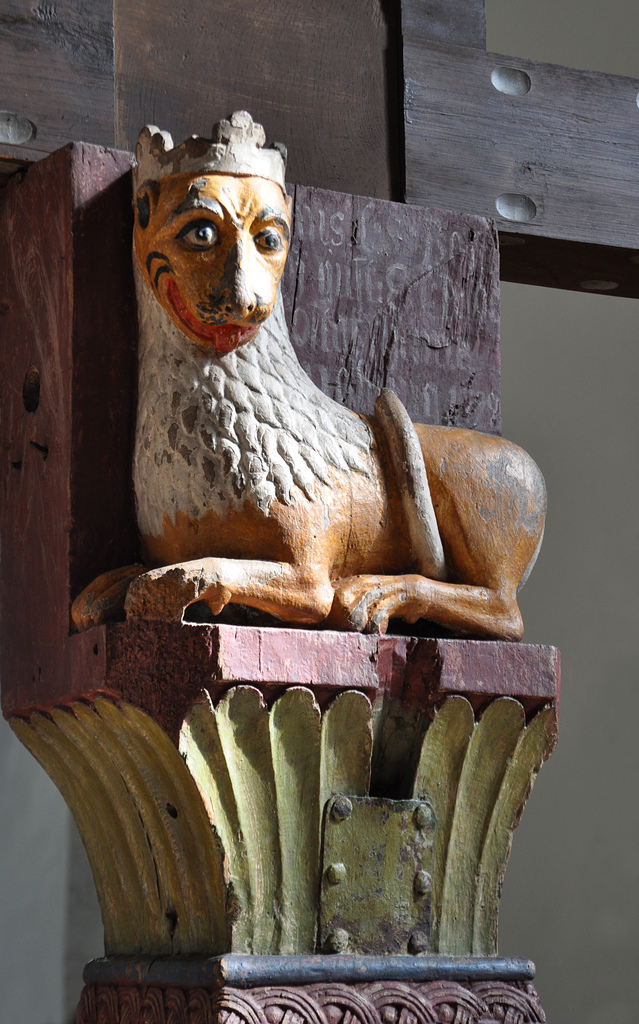
Detalj i triumkrucifixet